# エズリン
エズリン(Ezrin)は、ヒトではEZR遺伝子によりコードされるタンパク質である。モエシン、ラディキシンとともにERMファミリーを構成する。シトビリン(cytovillin)やビリン2(Villin-2)とも呼ばれる。

## 構造
エズリンのN末端にはFERMドメインがあり、さらに3つのサブドメインへと分類される。C末端にはERMドメインがある。

## 機能
この遺伝子でコードされる細胞質表在性膜タンパク質は、微絨毛のチロシンキナーゼによってリン酸化される。アクチンからなる細胞骨格と細胞膜との間の架橋として機能しており、細胞表面の接着、移動、組織化等で重要な役割を果たしている。
N末端のFERMドメインは、ナトリウム水素交換輸送体制御因子(NHERF)と結合する。この結合は、エズリンが活性型でないと起こらない。エズリンの活性化は、(1)N末端ドメインがホスファチジルイノシトール4,5-ビスリン酸に結合する、(2)C末端のトレオニンT567がリン酸化するという2つの要因が協調することで起こる。C末端のマイクロフィラメントへの結合、N末端の膜タンパク質への結合により、タンパク質の活性型立体配座が安定化される。CD44やICAM2のような膜タンパク質との結合は間接的なものであるが、EBP50は直接結合する。

## 相互作用
エズリンは、以下のタンパク質とタンパク質間相互作用する。
- CD43[11]
- Fasリガンド[12][13]
- ICAM-1[14]
- ICAM2[14]
- ICAM3[14][15]
- マーリン[16]
- モエシン[12][17][18]
- PIK3R1[19]
- パラジン[20]
- S100P[21]
- シンデカン-2[22]
- SLC9A3R1[23][24]
- SLC9A3R2[25][26]
- VCAM-1[27]

## 関連文献
- “The role of the CD44/ezrin complex in cancer metastasis.”. Crit. Rev. Oncol. Hematol. 46 (2):  165-86. (2004). doi:10.1016/S1040-8428(02)00172-5. PMID 12711360.